# Wiegersdorf
Wiegersdorf ist ein ehemaliger Weiler in der Landgemeinde Harztor im Landkreis Nordhausen in Thüringen.
Wiegersdorf ist mit Ilfeld im Laufe der Zeit zusammengewachsen und befindet sich im südöstlichen Teil von Ilfeld an der Bere.

## Geschichte
Wiegersdorf wurde 1240 erstmals urkundlich erwähnt. Dort befinden sich ein Pflanzenfärbehof, der örtliche Kindergarten, eine Arztpraxis, ein Edeka und das Schützenhaus.

## Sehenswürdigkeiten
- Kirche St.-Jacobi